# Bocconia
Bocconia is een geslacht van bomen en struiken uit de papaverfamilie (Papaveraceae). Het geslacht is door Carl Linnaeus vernoemd naar de Italiaanse botanicus Paolo Boccone.
Het geslacht bestaat uit negen soorten die van nature voorkomen in de bergstreken van Midden- en Zuid-Amerika, van Mexico tot Noord-Argentinië.

## Soorten
Enkele soorten zijn:
- Bocconia arborea
- Bocconia frutescens
- Bocconia integrifolia

... · 
Argemone · 
Bocconia · 
Ceratocapnos · 
Chelidonium (Stinkende gouwe) · 
Corydalis (Helmbloem) · 
Dendromecon · 
Dicentra · 
Eschscholzia · 
Fumaria (Duivenkervel) · 
Glaucium · 
Hunnemannia · 
Meconopsis · 
Papaver (Klaproos) · 
Pseudofumaria (Muurhelmbloem) · 
Romneya ·  
Stylophorum · 
...